# HMS E39
HMS E39 – brytyjski okręt podwodny typu E. Zbudowany w latach 1914–1916. Budowę rozpoczęła firma Palmers Shipbuilding and Iron Co. w Jarrow, a został dokończony w Armstrong Whitworth, Newcastle upon Tyne. Okręt został wodowany 18 maja 1916 roku i rozpoczął służbę w Royal Navy w październiku 1916. Pierwszym dowódcą został Lt. G.S. Wals. 
W 1916 roku należał do Dziesiątej Flotylli Okrętów Podwodnych (10th Submarine Flotilla) stacjonującej na rzece Tees.
13 października 1921 roku okręt został sprzedany firmie South Wales Salvage Co.